# Třinecké železárny
Třinecké železárny (německy Trzynietzer Eisenwerk, polsky Huta trzyniecka), na Těšínsku známé též jako Werk, jsou významným českým výrobcem ocelových dlouhých válcovaných výrobků a dlouhodobě jedním z největších průmyslových podniků na severovýchodě Českého Slezska.

## Vznik a počátky

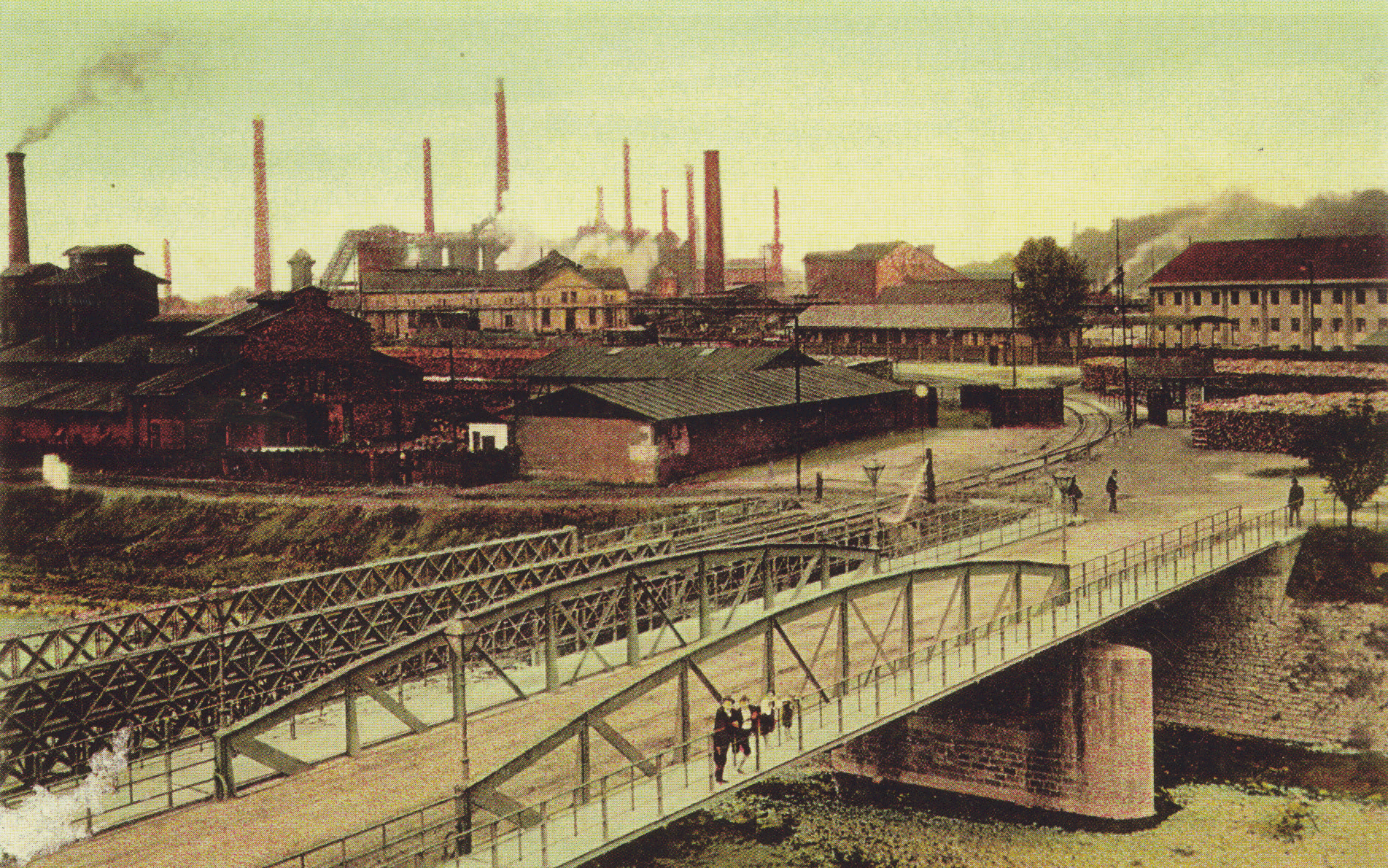
Třinecké železárny v roce 1910

Dnešní město Třinec bylo původně zemědělskou obcí ve vlastnictví Těšínské komory, která spravovala majetek arcivévody Karla Habsburského ve východní části Rakouského Slezska. V letech 1836 až 1839 zde Těšínská komora vystavěla a uvedla do provozu dřevouhelnou pec na výrobu železa. Důvodem výstavby byla nevelká úrodnost místní půdy, odbyt dřeva z blízkého Jablunkovska (na počátku 19. století bylo zpřístupněno k těžbě dřeva dosud nedotčené údolí Lomné), existence vodního zdroje (Třincem protékající řeky Olše, kterou bylo možné použít jako zdroj energie a jako vodní cestu pro dopravu dřeva), četná naleziště železné rudy a vápence v okolí a dostatek místních pracovních sil. Místní rudy měly nízký obsah manganu a hodily se tak výborně ke slévání. Proto byla již v roce 1842 v návaznosti na vysokou pec postavena slévárna. V roce 1845 byla postavena též smaltovna.
Do 70. let 19. století byly Třinecké železárny jen podružným podnikem Těšínské komory – hlavní závody byly v Ustroni a v Lískovci. Rozhodující význam pro další rozvoj železáren i Třince samotného měla výstavba Košicko-bohumínské dráhy, dovedené do Třince roku 1871. Železárny tak byly spojeny s novými ložisky rud v Horních Uhrách a ložisky uhlí z ostravsko-karvinských dolů. Současně se z hlediska odbytu produkce otevřela cesta ke vzdálenějším trhům.
V roce 1906 Těšínská komora železárny prodala  Rakouské báňské a hutní společnosti (Österreichische Berg - und Hüttenwerkgesellschaft) ve Vídni. V době prodeje byla v železárnách čtyři oddělení: 1) Hildegatina huť, 2) Huť císaře Františka Josefa, 3) Albrechtova huť a 4) Walcherova huť.
V držení Rakouské báňské a hutní společnosti byly železárny dále modernizovány a válcovny byly jako první na světě elektrifikovány. V rámci koncentrace výroby byla zrušena smaltovna – Albrechtova huť. Dne 29. února 1929 získala Třinecká huť ochrannou známku - trojúhelník se třemi kladívky.

### Zámeček Sanssouci
V areálu Třineckých železáren se nachází bývalý zámeček Sanssouci - v překladu „bez starosti“. Ten nechal vystavět v jižní části území Konské v lukách nedaleko pravého břehu Olše svobodný pán Jiří Bees. Dnes slouží budova bývalého zámku jako šatny a kanceláře Třineckých železáren.

## Mezi světovými válkami

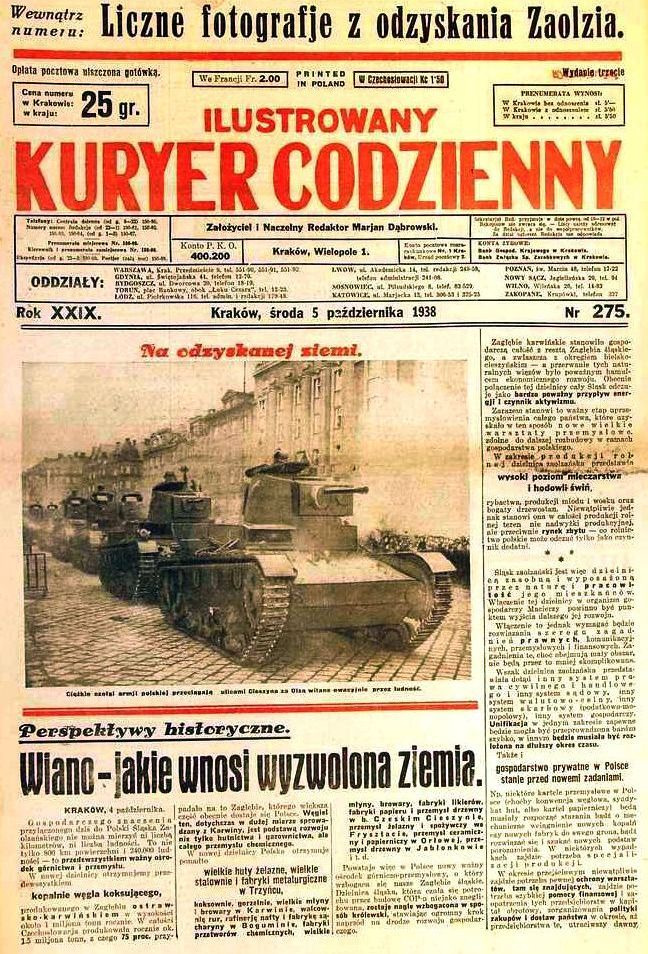
Třinecké železárny v době polského záboru v roce 1938

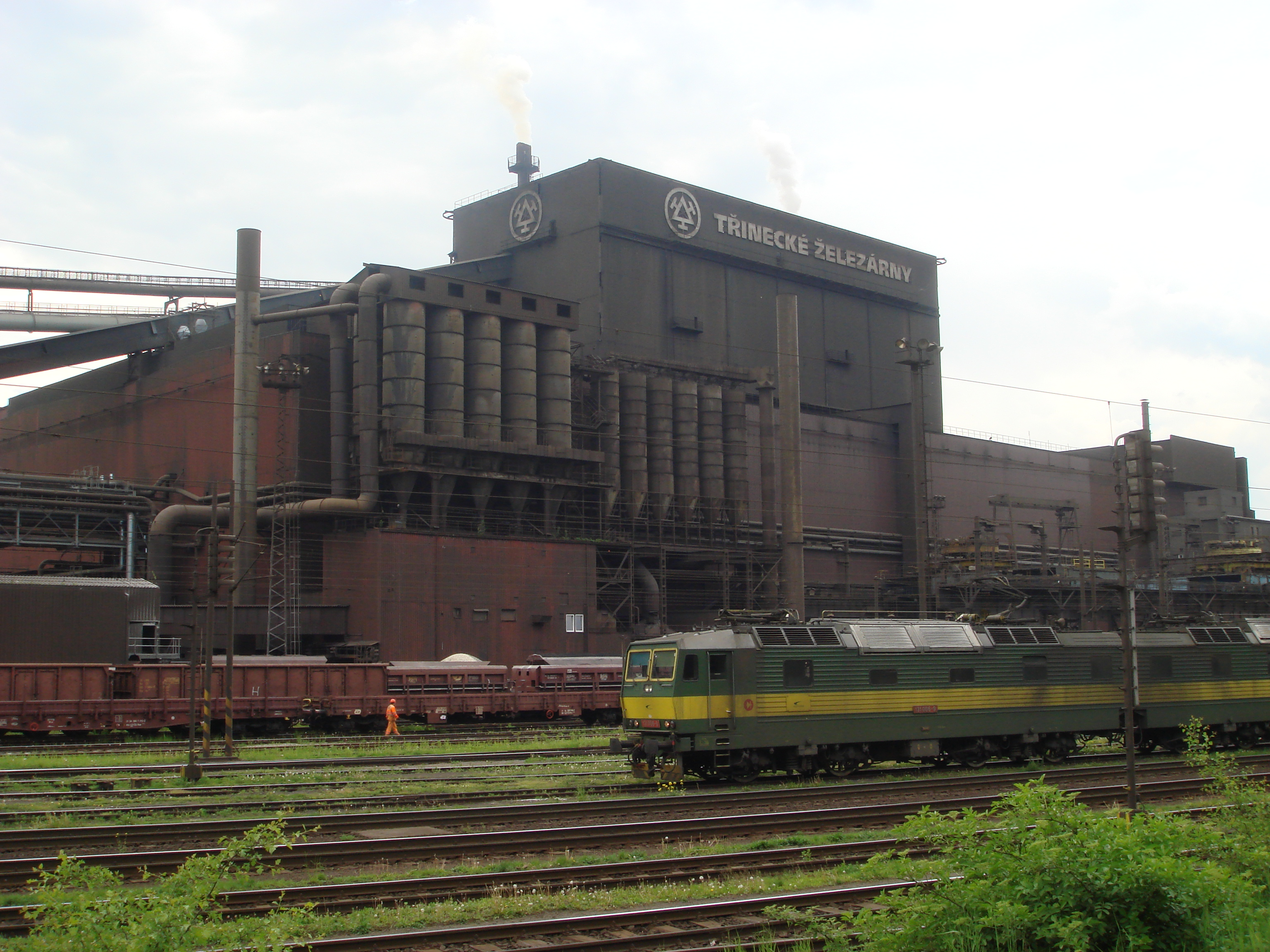
Třinecké železárny a Košicko-bohumínská dráha dnes

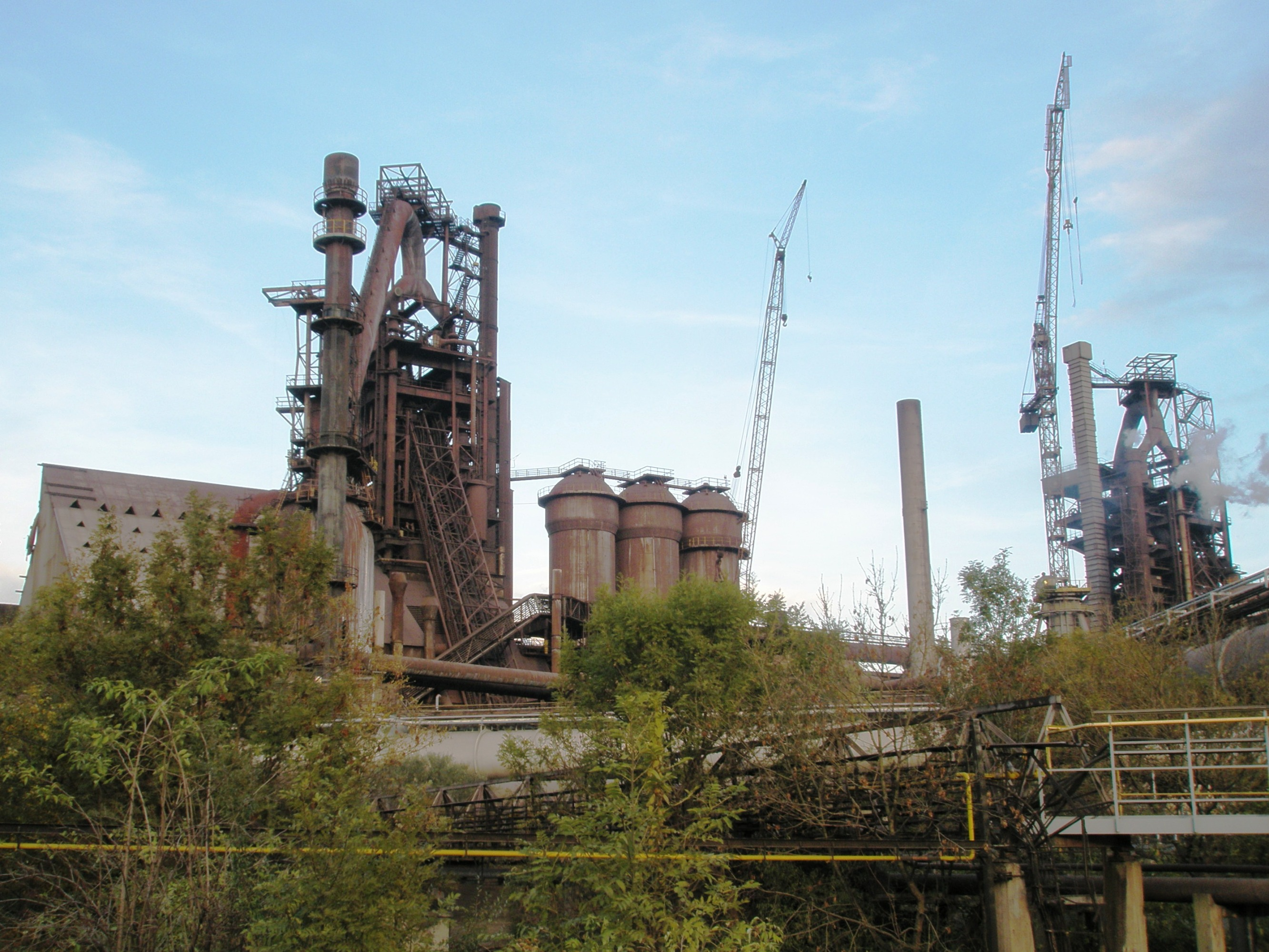
Třinecké železárny v pohledu od řeky Olše

Po skončení první světové války Rakousko-Uhersko zaniklo. Na oblast Těšínska, včetně Třince, si činilo nároky jak Československo, tak Polsko. Na počátku sporu obou nově vzniklých států oblast připadla Polsku, v Sedmidenní válce pak Československu. Velvyslanecká konference ve Spa rozhodla o příslušnosti této části Těšínska k Československu.
Sídlo Rakouské báňské a hutní společnosti bylo v roce 1920 přeneseno z Vídně do Brna a společnost byla přejmenována na Báňskou a hutní společnost. V roce 1930 bylo sídlo společnosti přeneseno do Prahy. V rámci kapitálově silné Báňské a hutní společnosti znamenala 20. léta 20. století pro železárny velké investice a rozvoj. Staly se největším podnikem v československé části Těšínska, zaměstnávaly téměř 6 000 lidí a patřily mezi nejmodernější a nejlépe vybavené železářské podniky ve střední Evropě. V roce 1929 se podílely na tehdejší celkové československé výrobě oceli z více než 23 % a na výrobě válcovaného materiálu z více než 31 %.
Po mnichovském diktátu v roce 1938 Polsko na základě ultimáta vojensky obsadilo a anektovalo východní část československého Těšínska, včetně Třince. Na základě dekretu prezidenta Polské republiky vznikla společnost Spółka Górnicza i Hutnicza Karwina-Trzyniec, Spółka akcyjna, Cieszyn, se sídlem v Těšíně, a Třinecké železárny se staly jejím majetkem. Po porážce Polska na začátku druhé světové války Těšínsko obsadili Němci. Polská společnost byla přejmenována na Berg- und Hüttenwerksgesellschaft Karwin-Trzynietz, Aktiengesellschaft a byl na ni převeden i zbývající majetek Báňské a hutní společnosti na Těšínsku.

## Po druhé světové válce
Po druhé světové válce se obnovil předválečný stav. Polsko požadovalo vydání Třince, ale neuspělo a svých územních nároků se v roce 1958 s konečnou platností vzdalo. Na Báňskou a hutní společnost byla uvalena národní správa a následně byla znárodněna pod názvem Báňská a hutní společnost, národní podnik. Počínaje 6.březnem 1950 byla k oslavě 50. narozenin sovětského státníka bývalá Báňská a hutní akc. spol. přejmenována na Železárny V. M. Molotova v Třinci. V roce 1958 železárny dosáhly trojnásobku největší předválečné produkce a byly největším výrobcem železa, oceli a válcovaného zboží v Československu. Objem produkce vyvrcholil v 80. letech 20. století. V té době byly do provozu zaváděny i moderní hutní technologie, například byla vybudována kyslíková konvertorová ocelárna s následným blokovým a později i sochorovým kontinuálním odléváním.

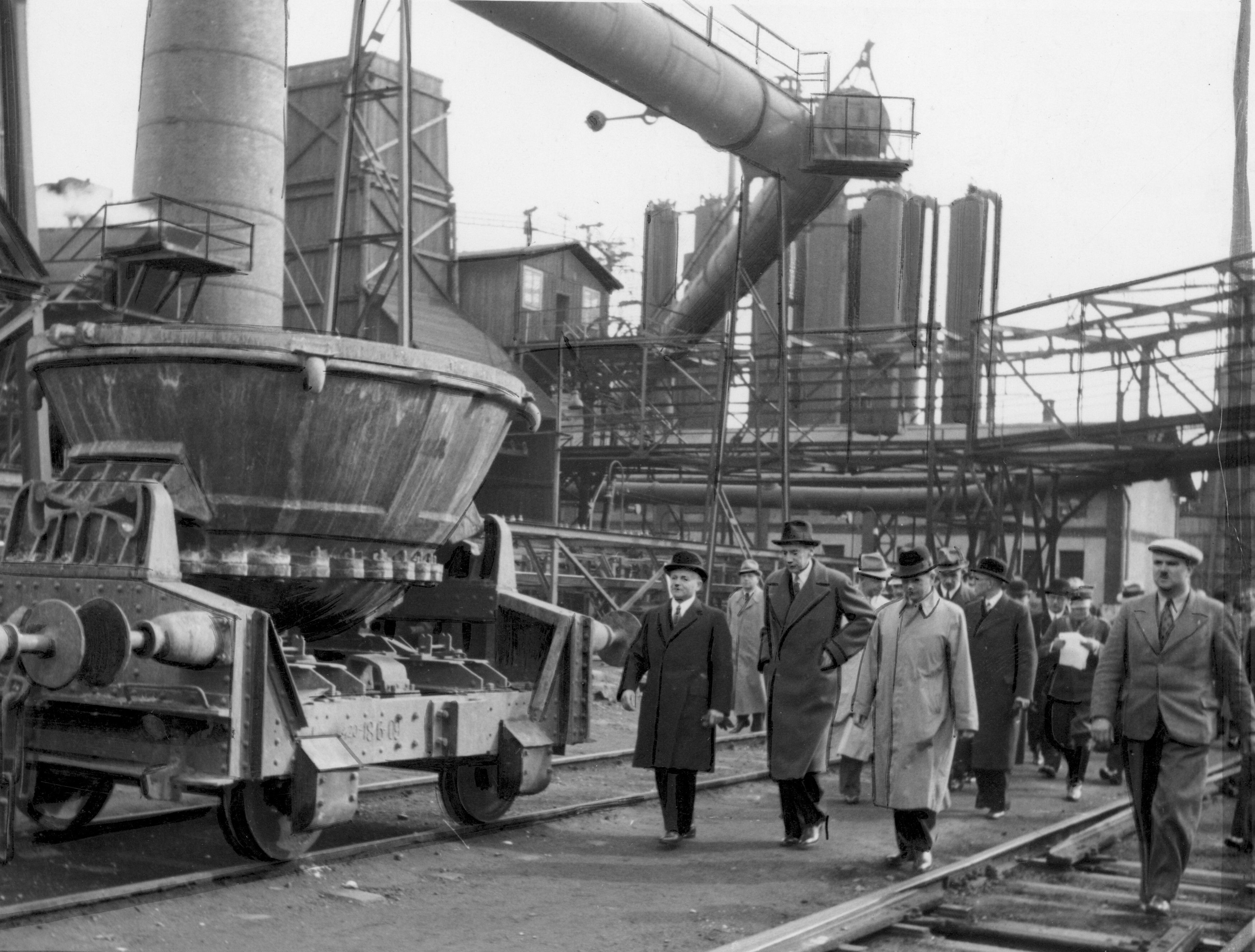
Polský ministr zahraničních věcí Józef Beck v Zaolzí během prohlídky Třineckých železáren po polské okupace Těšínska v roce 1938
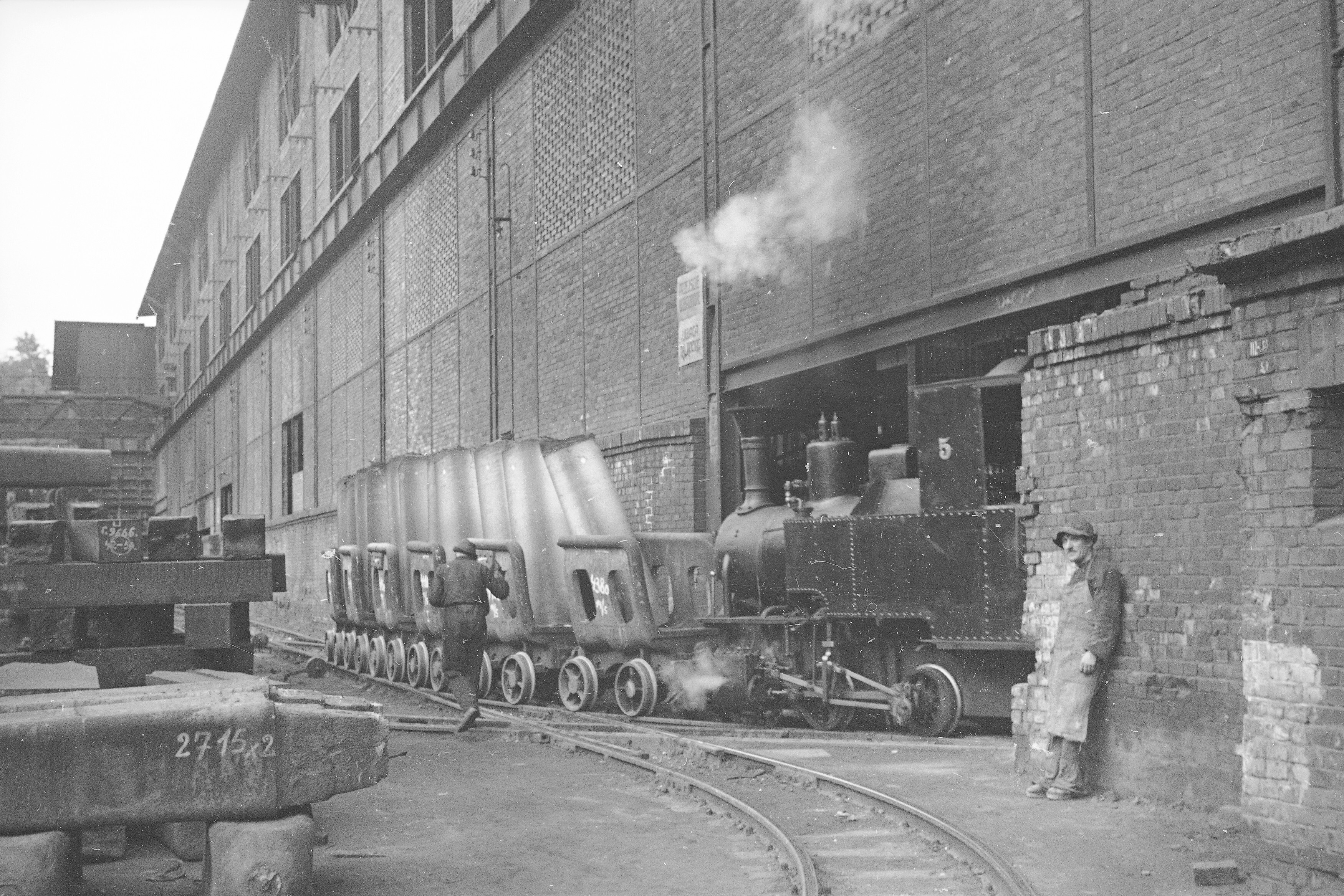
Třinecké ocelárny v roce 1939
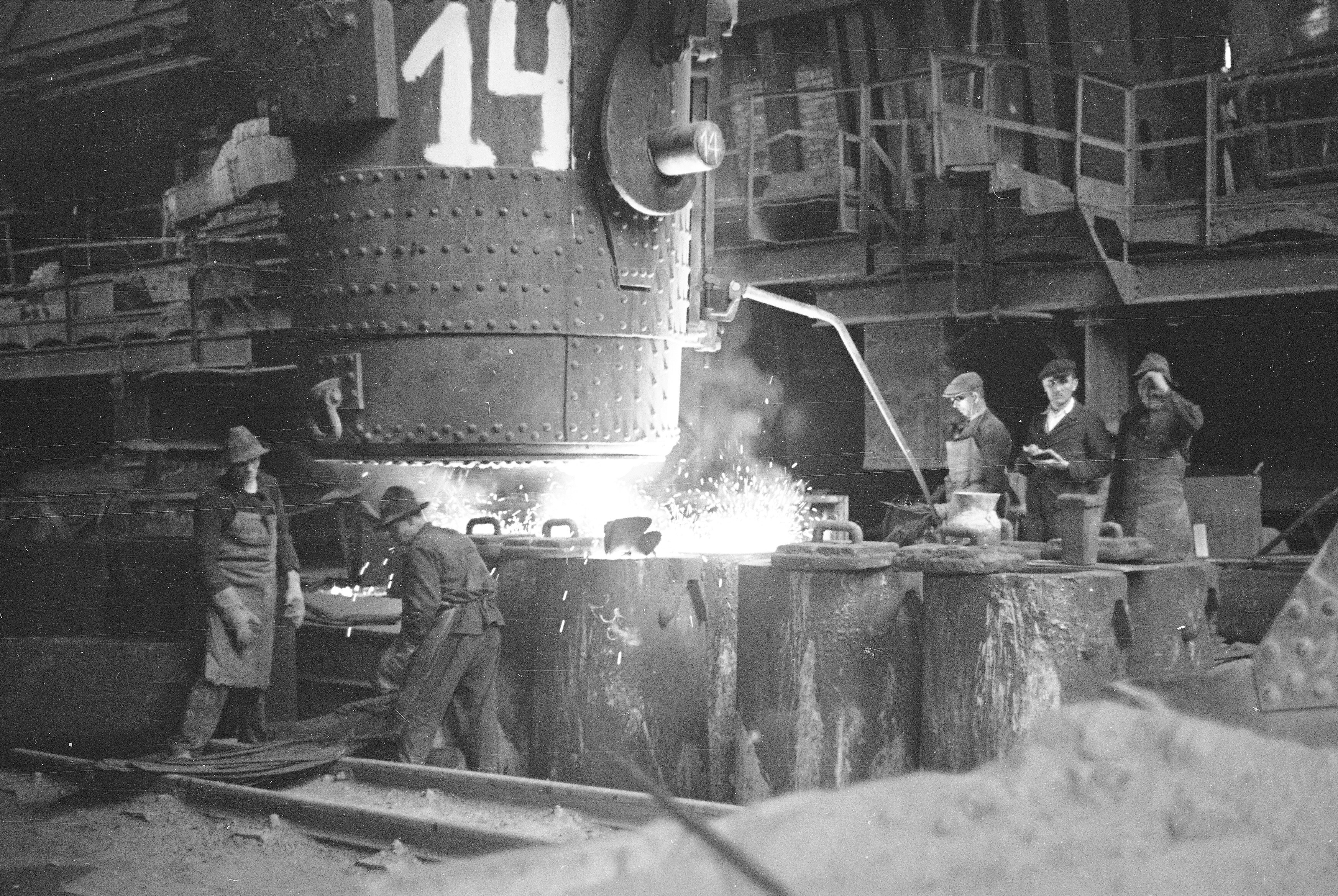
Třinecké ocelárny v roce 1939
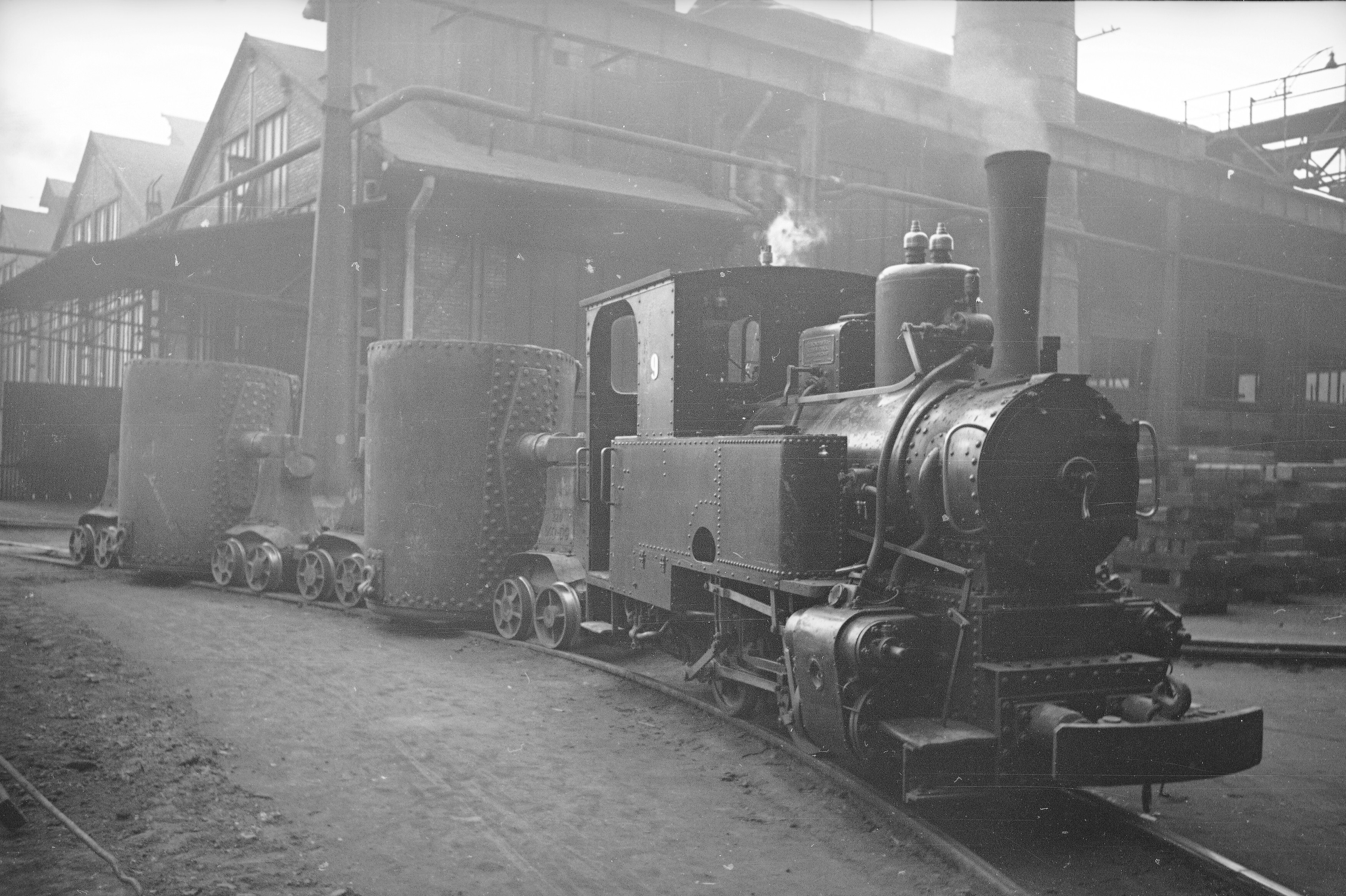
Třinecké ocelárny v roce 19390

## Historie a současnost v datech válcoven A-B.
- Rok 1877 – 1878

Koncentrace hutní prvovýroby Těšínského Slezska do Třince. Z Ustroně přemístěna mimo jiné lupková válcovací trať (postavená v roce 1859) byla v Třinci umístěna v budově pudlovny. Trať byla vybavena třemi válcovacími duo stolicemi. Výkon původního parního pohonu 58,8 kW byl v roce 1885 zvýšen na 184 kW. Vyválcované lupové tyče sloužily jako vsázka pro jemnou a střední trať.
Jemná trať I byla vybudováno v Ustroni roku 1856 jako první válcovací trať na Těšínsku. Trať vyráběla tyčovou ocel, drát a páskovou ocel.
Střední trať byla postavena v Ustroni roku 1860. Trať byla poháněná parním strojem 58,8 kW, který byl v Třinci v roce 1899 zvýšen na 294 kW. Trať vyráběla tyčovou ocel, důlní kolejnice, žebrové tyče, tyče drobného kolejiva a ploštiny.
Jemná a střední trať byly spolu s příslušným zařízením umístěny v samostatné dřevěné budově, později označené jako válcovna B.
Z Karlovy hutě (Lískovec) byla do Třince přemístěna hrubá trať a válcovna železničních nákolků.
Hrubá trať sloužila pro výrobu kolejnic do váhy 35 kg/m. Trať byla poháněná parním strojem 220 kW s pístovým rozvodem pro vratný pohon.
- Rok 1879

Uvedena do provozu válcovna železničních nákolků. Trať byla poháněná parním strojem 110 kW. Válcovna vyráběla vagónové osy pro dvojkolí, kované hřídele, různé tvarové výkovky, děrované kotouče a kované sochory.
- Rok 1891

Byla uvedena do provozu Vratná trať, poháněná dvojčinným reverzním parním strojem. Výrobním sortimentem bylo v tehdejší době válcování předvalků, sochorů, bram, kolejnic o váze do 45 kg/m o délce 20 m, U a I nosníky.
- Rok 1905–1907

Proběhla elektrifikace válcoven. Elektrické pohony hrubé tratě, jemné i střední tratě měly dva spolu spojené asynchronní motory pro napětí 3000 V, každý o výkonu 552 kW. Na společné hřídeli motoru byl umístěn těžký setrvačník o váze cca 50tun. Dne 28. července 1906 byl uveden do provozu první elektrický vratný pohon v Evropě. Tři spolu spojené poháněcí motory vratné tratě o celkovém výkonu 2650 kW byly napájeny z nového ilgnerova měniče, později označeného jako ilgner I. Měnič měl asynchronní motor na napětí 3100 V a poháněl na společné hřídeli opatřené dvěma setrvačníky o váze 26 tun dvě dynama spojená do serie o nominálním výkonu 1500 kW.

## Současnost

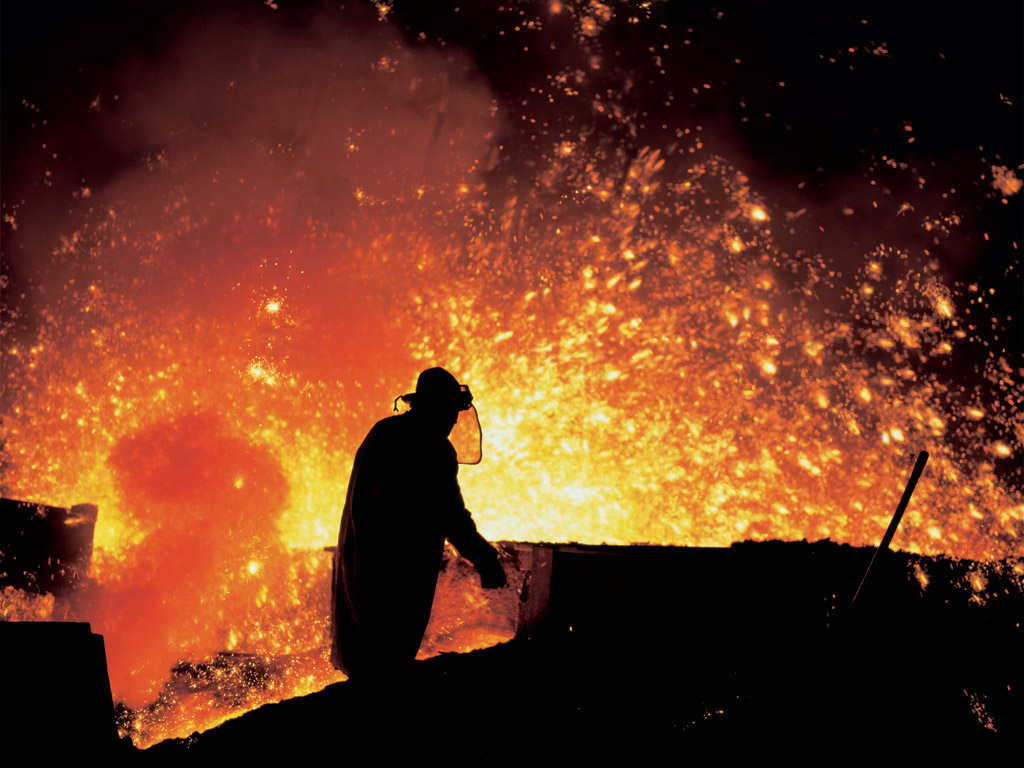
Vysoké pece Třineckých železáren

Třinecké železárny jsou dnes hutním podnikem, který má uzavřený hutní výrobní cyklus. Hlavním výrobním programem je výroba dlouhých válcovaných výrobků. Zůstávají jedním z nejvýznamnějších průmyslových podniků na severovýchodě Českého Slezska a nejvýznamnějším producentem ocelových dlouhých válcovaných výrobků v Česku.
Třinecké železárny hrají od svého vzniku důležitou roli v životě regionu a města Třinec, které se zejména díky nim stalo z malé zemědělské obce významným městem. Mimo jiné podporují i český extraligový hokejový tým HC Oceláři Třinec. Ze strukturálních fondů Evropské unie společnost získala v letech 2010 až 2015 přes 2 miliardy Kč.

### Vlastníci
V roce 1991 byly železárny v rámci privatizace převedeny na společnost TŘINECKÉ ŽELEZÁRNY, a. s. Zakladatelem a jediným akcionářem této společnosti byl Fond národního majetku. V letech 1994 až 1996 Fond národního majetku svou majetkovou účast postupně snižoval a od roku 1996 je většinovým akcionářem této společnosti (69,04 % akcií k 31. 12. 2008) MORAVIA STEEL a.s. Ta je z poloviny vlastněna společností R.F.G., a.s. a z druhé poloviny společností FINITRADING, a.s. Ta je jediným vlastníkem společnosti R.F.G., a.s. a vlastníkem dalších 16,34 % akcií železáren. Všechny společnosti patří do konsolidovaného celku FINITRADING, kam patří například i Barrandov Studio. Společnost FINITRADING ovládají slovenští miliardáři Mária Blašková, Ján Moder, Evžen Balko a Tomáš Chrenek.

### Ředitelé Třineckých železáren
Dnem 1. 4. 1904 byly všechny dosud samostatné třinecké hutě sloučeny a vytvořeno společné vedení pro Třinecké železárny. Od tohoto roku funkci ředitelů vykonávali:
- Robert Uhlig a August Zugger 1904 - 1906
- Ing. Karel Poech 1907 - 1919
- Ing. Karel Kundl 1919 - 1927
- Ing. Jiří Thedrél 1927 - 1935
- Ing. Jaroslav Jičinský 1935 - 1938
- Ing. Feliks Olszak 1938 - 1939
- Ing. Manfred Barfuss (vlád. komis.)1939 - 1940
- Ing. Alfred Jellinghaus 1941 - 1943
- Ing. Ferdinand Rotter 1944
- Dr. R. F. J. Graef 1945
- Ing. Jan Juranek 1945 - 1946
- Ing. Břetislav Pičman 1946 - 1949
- Dr. Ing. Oldřich Bohuš 1949 - 1951
- Jan Bílek 1951
- Oldřich Wrobel 1951 - 1955
- Ing. Jiří Pařík 1955 - 1963
- Ing. Miroslav Boublík CSc. 1963 - 1980
- Ing. Vladislav Raška CSc. 1981 - 1990
- Ing. Gustav Hojdysz CSc. 1990 - 1996
- Ing. Miroslav Doseděl 1996
- Ing. Bronislav Cienciala 1996 - 1997
- doc. Ing. Jiří Cieńciała CSc. 1997 – 2012
- Ing. Jan Czudek 2013 - 2023
- Ing. Roman Heide Ph.D., MBA 2023

## Firmy ve skupině
Součástí skupiny TŘINECKÉ ŽELEZÁRNY – MORAVIA STEEL je celá řada dalších dceřiných společností. Jsou to zejména:
- Energetika Třinec, a.s.
- Strojírny a stavby Třinec, a.s.
- Slévárny, a.s.
- Refrasil, s.r.o.
- Řetězárna a.s.
- VÚHŽ a.s.
- Materiálový a metalurgický výzkum s.r.o.
- Šroubárna Kyjov, spol. s r.o.
- Hanácké železárny a pérovny, a.s.
- Kovárna Viva a.s.
- Metalurgia S.A.
- Soukromá střední škola Třinec
- ŽDB DRÁTOVNA, a.s.
- D&D Drótáru Zrt.
- DALSELV DESIGN
- BOHEMIA RINGS s.r.o.
- IMOPRA S.R.O.
- MSV METAL STUDÉNKA, A.S.
- EKOSTROJÍRENSTVÍ TŘINEC, A.S.
- VESUVIUS ČESKÁ REPUBLIKA, A.S
- ENEZA, S.R.O.